# Einsiedlerhof
Einsiedlerhof ist der westlichste Stadtteil der kreisfreien Großstadt Kaiserslautern in Rheinland-Pfalz. Er hat ca. 1.300 Einwohner.

## Geographie
Einsiedlerhof liegt am östlichen Rande des Landstuhler Bruchs.
Es  wird im Norden von der Autobahn Mannheim-Saarbrücken und im Süden, wo das Gelände relativ steil ansteigt, vom Staatswald Landstuhl als Ausläufer des Pfälzerwaldes begrenzt. Im Osten schließen sich das Industrie- und Gewerbegebiet und im Westen der Militärflugplatz Ramstein Air Base sowie das Sondergebiet Bund des US-Militärs an.

## Geschichte
Anfang des 12. Jahrhunderts gründeten die Ritter von Hohenecken das Spital der Brüder von Einsiedeln domo ad Heremitam. Von 1283 bis Ende des 17. Jahrhunderts war es Komturei in der Ballei Lothringen des Deutschen Ordens. Einige Überreste sind noch erhalten. Nach der Auflösung des Deutschen Ordens durch Napoleon kamen die Anwesen zur Gemeinde Weilerbach. Seit 1932 gehört Einsiedlerhof zu Kaiserslautern.
Seit der Entwicklung des Schienenverkehrs wurde und wird Einsiedlerhof stark von der Eisenbahn geprägt, die eine große Fläche südlich der Bebauung beansprucht. Als nach dem Zweiten Weltkrieg in und um Kaiserslautern die größte amerikanische Garnison Europas entstand, prägte diese das Gesicht Einsiedlerhofs nachhaltig und der Vorort wurde zu einem Schwerpunkt der Vergnügungsetablissements. Im Gleichklang mit den Wechselkursangleichungen des Dollars zu D-Mark und Euro kehrte sich diese Entwicklung in den letzten Jahrzehnten um.

## Verwaltung und Politik

### Ortsbeirat
Für den Ortsteil Einsiedlerhof wurde ein Ortsbezirk gebildet. Dem Ortsbeirat gehören 15 Beiratsmitglieder an, den Vorsitz im Ortsbeirat führt der direkt gewählte Ortsvorsteher.
Für weitere Informationen zum Ortsbeirat siehe die Ergebnisse der Kommunalwahlen in Kaiserslautern.

### Ortsvorsteher
Sascha Schneider (parteilos, zuvor FWG) wurde am 18. Juli 2024 Ortsvorsteher von Einsiedlerhof. Bei der Direktwahl am 9. Juni 2024 war er als einziger Bewerber mit einem Stimmenanteil von 80,1 % gewählt worden.
Schneiders Vorgängerin Christina Kadel (Wählergruppe Kadel, zuvor FWG) hatte das Amt nach der Wahl 2019 von Hermann Veit (FWG) übernommen und war 2024 nicht mehr als Ortsvorsteherin angetreten. Sie gehört weiter dem Ortsbeirat an und wurde auf der konstituierenden Sitzung des Gremiums zur ersten Stellvertreterin gewählt.

## Wirtschaft und Verkehr

### Wirtschaft
Der Güterbahnhof (Rangierbahnhof Einsiedlerhof) dominiert das Bild Einsiedlerhofs seit vielen Jahrzehnten, wenngleich die von der Deutschen Bahn AG genutzte Fläche durch Produktivitätssteigerungen zurückgegangen ist. Das freigewordene Areal mit Gleis- und Autobahnanschluss steht nun für Betriebe aus dem Logistik-, Dienstleistungs- und Handelsbereich zur Verfügung.
Viele Klein- und Mittelbetriebe lebten und leben von der US-Army und deren Beschäftigten. Weitere große Betriebsstätten werden von der Fa. Freudenberg, der Fa. Corning und von Fruit of the Loom unterhalten.

### Verkehr
Einsiedlerhof hat einen Anschluss an die A 6 und liegt an der Bahnstrecke Mannheim–Saarbrücken. Dort befindet sich der Rangierbahnhof Einsiedlerhof für den Bahngüterverkehr. Der Ort ist durch die S-Bahn mit dem  S-Bahnhof Einsiedlerhof und der Stadtbuslinie 101 (früher: Linie 1) mit der Kaiserslauterer Innenstadt verbunden. Im Wechsel dazu verkehrt stündlich der Regionalbus 143 (ehemals 6522) zwischen Kaiserslautern und der Ramstein Air Base über Einsiedlerhof.